# Carles Mauné i Alay
Carles Mauné i Alay (Vilamacolum, 1 de maig de 1899 - Figueres, 3 de setembre de 1985) fou un compositor de sardanes català i músic instrumentista de tible, tenora i clarinet.
Va estudiar solfeig i clarinet amb Josep Riera i Bolasell, tenora amb Fèlix (o Feliu) Sans i Camps i piano amb Josep Passolas i Coderch. Més endavant completaria els seus estudis de tenora amb el mestre Josep Baró i Güell, que al mateix temps l'ensinistrà en les disciplines de composició, harmonia i instrumentació. Va actuar a les següents cobles-orquestra: Roviras (Bordils, 1917), Els Gironins (Girona, 1918), Figueras (Girona, 1919), La Principal de l'Escala (1920) i Antiga Pep (Figueres, 1921); en aquesta darrera hi va restar fins a la dissolució l'any 1952, amb el parèntesi de la seva estada a l'Àfrica en compliment dels deures militars. L'any 1952 va fundar a Portbou l'Orquestrina Melòdic, i l'any 1953, va fundar a Figueres la Cobla-orquestrina Panamà, on tocava el clarinet, el saxo i a les sardanes el tible o la tenora, segons convingués, tenint d'acompanyant a Eusebi Saló. Aquesta formació fou titular de la Societat Coral Erato de Figueres fins a l'any 1965, quan Carles Mauné es va jubilar.
Va ser compositor de vàries sardanes com: La pageseta, Amistat, Flor d'ametller, etc.
De manera anecdòtica cal dir que firmava les seves sardanes amb el segon cognom: Alay. La nissaga de músics sardanistes no s'atura i en Carles Mauné i Alay deixa la batuta en mans del seu fill Florenci Mauné i Marimont.

## Sardanes
- Amistat
- La pageseta (1919)
- Riteta (1925)
- Flor d'ametller (1939)
- Poma carmusina (1945)
- Rebrolls de Figueres (1957)
- Colla Renaixement (1960)
- Les noces d'or (1974)
- La nostra pubilla (1975)
- Cor Alegre
- Vilamacolum (1978)
- És una joia (1979)
- Figuerenca aimada
- Ja t'ho diré
- L'hereuet
- La casa pairal
- Sardanes a Figueres
- Teresa (1981)
- Teresona
- La meva costella

## Galeria d'imatges

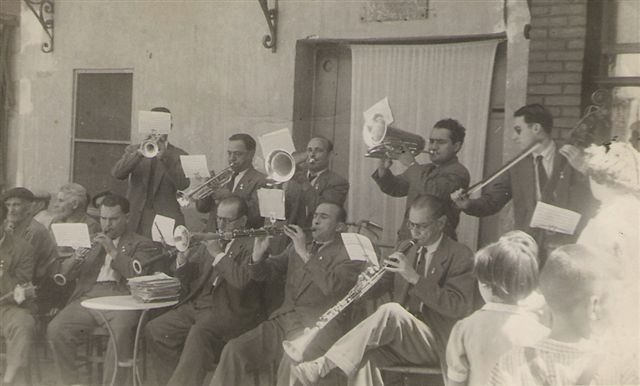
Cobla Antiga Pep, 1944
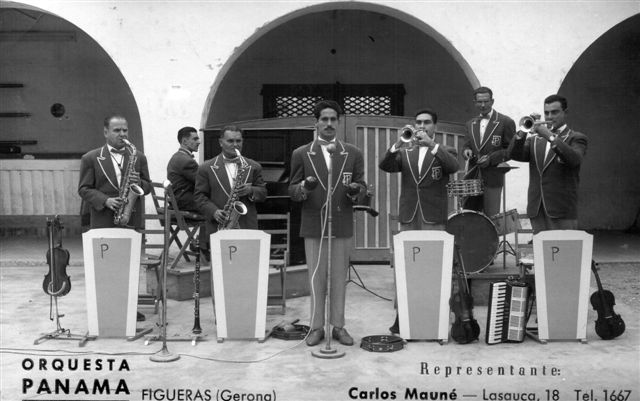
Orquestra Panamà, 1953